# Miloš Hrušovský
Miloš Hrušovský [v jmenném rejstříku FS chybně uveden jako Miloš Hruškovský] (15. dubna 1908 Bánovce nad Bebravou – 27. února 1980 Bratislava) byl slovenský a československý účastník odboje, politik Komunistické strany Slovenska, člen Sboru pověřenců v 50. letech a poslanec Slovenské národní rady a Sněmovny národů Federálního shromáždění na počátku normalizace.

## Biografie
Absolvoval gymnázium a soukromou obchodní školu v Praze. Původně působil jako bankovní úředník. Za druhé světové války byl aktivní v odboji. Spolu s Štefanem Bašťovanským byli od července 1942 předáky IV. ilegálního vedení KSS. 10. dubna 1943 ho zatkla slovenská policie. Později byl účastníkem Slovenského národního povstání.
Po válce redigoval časopis Výstavba Slovenska. Byl předsedou Ústředního výboru slovenského Svazu protifašistických bojovníků a členem předsednictva federálního Svazu protifašistických bojovníků. Zároveň působil jako člen předsednictva slovenského i federálního Ústředního výboru Národní fronty. V letech 1955–1960 byl pověřencem spotřebního/lehkého průmyslu v 11. Sboru pověřenců a 12. Sboru pověřenců. V letech 1960–1963 zastával post místopředsedy KNV pro Středoslovenský kraj. K roku 1964 se uvádí jako náměstek předsedy Slovenské komise pro investiční výstavbu. Publikoval četné skici a fejetony. Roku 1948 mu byl udělen Řád Slovenského národního povstání, v roce 1949 Československý válečný kříž 1939, získal i Řád 25. února a roku 1966 Řád práce.
V letech 1946–1970 se uvádí jako účastník zasedání Ústředního výboru Komunistické strany Slovenska. Počátkem roku 1968 byl zvolen členem komise Slovenské národní rady, která se zabývala z hlediska ekonomického a národohospodářského změnou postavení slovenských orgánů.
Po provedení federalizace Československa usedl do Sněmovny národů Federálního shromáždění. Mandát ovšem nabyl až dodatečně v březnu 1971 v rámci jedné z doplňovacích voleb po vlnách čistek souvisejících s invazí vojsk Varšavské smlouvy do Československa. Do federálního parlamentu ho nominovala Slovenská národní rada. Ve FS setrval do konce funkčního období, tedy do voleb roku 1971.
V letech 1967–1971 jistý Miloš Hrušovský předsedal Slovenskému statistickému úřadu.
Jeho manželkou byla odbojářka a komunistická politička Františka Hrušovská.